# Jānis Grīnbergs
Jānis Grīnbergs (Riga, 28 februari 1999) is een Lets voetballer. Hij verruilde in juli 2017 FK RFS voor Schalke 04.

## Clubcarrière

### Doorbraak in eigen land
Grīnbergs kwam op 4-jarige leeftijd in de jeugopleiding van Skonto FC terecht. Op 10 juni 2014 maakte Grīnbergs zijn debuut in de Virslīga tegen FK Daugava. Hij kwam na 92 minuten het veld in en scoorde 1 minuut later de 0-4 uit een strafschop. Hij was op dat moment 15 jaar en 102 dagen oud, wat hem de jongste doelpuntenmaker in de Letse competitie ooit maakte. Een maand later begon Grīnbergs voor het eerst in de basis. In de wedstrijd tegen FK Spartaks Jūrmala werd hij na 37 minuten gewisseld.
In 2015 eindigde de ploeg op een tweede plaats. Desondanks zakte Skonto af naar de 1. līga, doordat het geen licentie kreeg om op het hoogste niveau uit te komen. Grīnbergs brak dat volgende seizoen door en speelde 20 wedstrijden waarin hij zevenmaal het doel trof. In december 2016, een maand na het einde van het seizoen, werd Skonto FC failliet verklaard. Grīnbergs kwam zonder club te zitten. 
In januari 2017 ging Grīnbergs op stage bij Schalke 04. Hij speelde de tweede helft mee in een oefenwedstrijd van het tweede elftal tegen TSV Marl-Hüls (4-0 winst).
Een maand na de stage vond Grīnbergs met FK RFS een nieuwe club en keerde zodoende weer terug op het hoogste niveau. De terugkeer was van korte duur. Vier maanden en een handvol wedstrijden later vertrok hij definitief naar Schalke.

### Schalke 04
Op 3 juli 2017 verruilde Grīnbergs RFS voor Schalke 04, uitkomend in de Bundesliga. Hij sloot zich aan bij de onder 23.

## Interlandcarrière
Grīnbergs kwam uit voor verschillende Letse jeugdelftallen. In september 2017 debuteerde hij in Letland onder 21.

## Statistieken
| Seizoen         | Club             | Competitie         | Competitie | Competitie | Beker | Beker | Totaal | Totaal |
| Seizoen         | Club             | Competitie         | Wed.       | Dlp.       | Wed.  | Dlp.  | Wed.   | Dlp.   |
| --------------- | ---------------- | ------------------ | ---------- | ---------- | ----- | ----- | ------ | ------ |
| 2014            | Skonto FC        | Virslīga           | 6          | 1          | 0     | 0     | 6      | 1      |
| 2015            | Skonto FC        | Virslīga           | 0          | 0          | 0     | 0     | 0      | 0      |
| 2016            | Skonto FC        | 1. līga            | 20         | 7          | 1     | 0     | 21     | 7      |
| 2017            | FK RFS           | Virslīga           | 5          | 0          | 0     | 0     | 5      | 0      |
| 2017/18         | FC Schalke 04 II | Oberliga Westfalen | 10         | 0          | −     | −     | 10     | 0      |
| Carrière totaal | Carrière totaal  | Carrière totaal    | 41         | 8          | 1     | 0     | 42     | 8      |

Bijgewerkt tot 19 november 2017